# Beau-père
Beau-père (conocida en España e Hispanoamérica como Tú me hiciste mujer) es una película francesa de 1981 dirigida por Bertrand Blier, basada en su novela del mismo nombre. Fue protagonizada por Patrick Dewaere, Ariel Besse y Maurice Ronet y relata la historia de un pianista de treinta años que tiene una aventura con su hijastra de catorce tras el fallecimiento de su madre en un accidente de coche.
La cinta fue exhibida en el Festival de Cannes de 1981 y tuvo un estreno internacional. Recibió críticas positivas pese a lo controvertido de su temática.

## Sinopsis
Rémi es un pianista que convive con su esposa, Martine, una modelo que está envejeciendo demasiado para encontrar un trabajo deseable, y una hijastra de 14 años, Marion. Cuando Martine muere en un accidente de coche, Marion expresa su deseo de quedarse con Rémi en su apartamento, pero se la lleva su padre Charly, un alcohólico al que no le gusta Rémi. Marion regresa, muy a pesar de la desaprobación de su padre, y se dedica a trabajar como niñera mientras Rémi da clases de piano. Pronto, Marion le dice a Rémi que se siente atraída físicamente por él, pero él se resiste a sus avances debido a su corta edad.

## Reparto
- Patrick Dewaere es Rémi.
- Ariel Besse es Marion.
- Maurice Ronet es Charly.
- Geneviève Mnich es Simone.
- Maurice Risch es Nicolas.
- Rose Thiéry es Mme Doullens.
- Nathalie Baye es Charlotte.
- Nicole Garcia es Martine.